# JEITA

Logo

Die Japan Electronics and Information Technology Industries Association (JEITA, jap. 一般社団法人電子情報技術産業協会, Ippan zaidan hōjin Denshi Jōhō Gijutsu Sangyō Kyōkai) ist eine japanische Organisation zur Standardisierung von elektronischen Bauelementen und Geräten mit Sitz in Chiyoda, Tokio. Sie entstand am 1. November 2000 aus dem Zusammenschluss der Japan Electronic Industry Development Association (JEIDA) mit der Electronic Industries Association of Japan (EIAJ).
Die JEITA ist ein Zusammenschluss von 527 Herstellern von elektronischen Bauelementen und Geräten (Stand: September 2006).

## Aufgaben
(Liste unvollständig):
- Standardisierung im Bereich der Informations- und Kommunikationselektronik
- Standardisierung elektronischer Bauteile und Geräte
- Standardisierung von Gehäusen für elektronische Bauteile